# Cavenagh Bridge

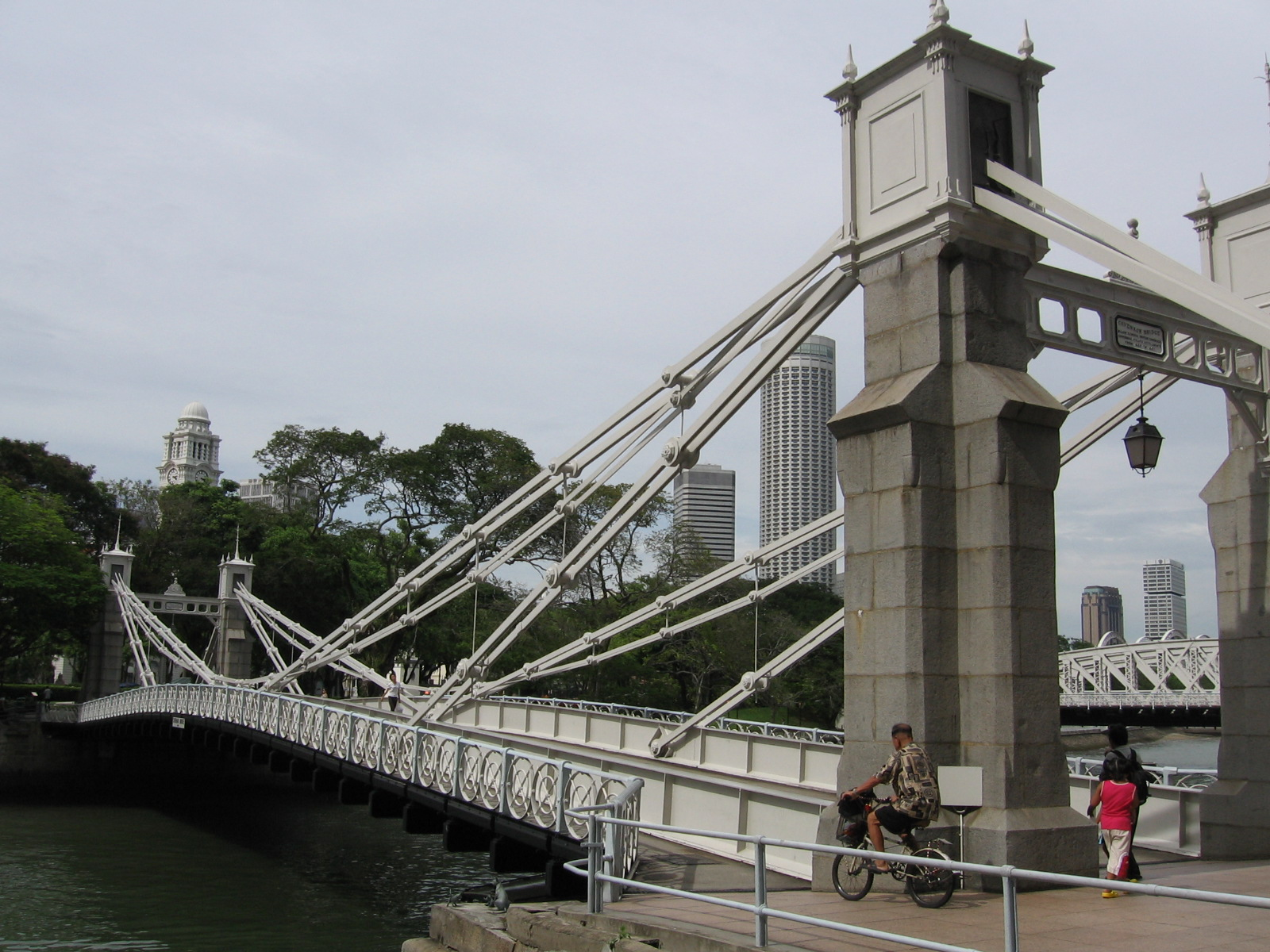
Cavenagh Bridge

Die Cavenagh Bridge ist eine Schrägseilbrücke über den Singapore River in Singapur. Sie erstreckt sich (in unmittelbarer Nachbarschaft zur Anderson Bridge) über den Unterlauf des Singapore River im Planungsgebiet Downtown Core. Eröffnet 1869, ist sie eine der ältesten Brücken in Singapur, zugleich die älteste, die den Singapore River überquert und auch die älteste, die in ihrer ursprünglichen Form heute noch existiert.
Die Cavenagh Bridge, die heute ausschließlich für Fußgänger bestimmt ist, wurde 1867 bis 1869 erbaut und nach Sir Orfeur Cavenagh benannt, dem 7. und letzten Gouverneur von Straits Settlements, der noch von Britisch-Indien aus ernannt wurde, bevor die Straits Settlements eine Kronkolonie wurden. Der Gouverneur Sir Harry St. George Ord, der erste Gouverneur nach 1867, beabsichtigte zuerst, die Brücke Edinburgh Bridge (nach Duke of Edinburgh anlässlich seines Besuches in Singapur) zu nennen, was sich nicht durchsetzte; dennoch wurde dieser Name vor der Eröffnung benutzt. Ein anderer erhaltener Name ist „hai ki thih tiau kio“, was in Hokkien „eiserne Hängebrücke am Ufer des Meeres“ bedeutet.
Die Stahlkonstruktion wurde in Glasgow gefertigt. In den ersten Jahrzehnten nach der Inbetriebnahme leitete man den gesamten Verkehr über die Brücke, sogar einschließlich der Straßenbahn. Bald stellte sich heraus, dass die Cavenagh Bridge den steigenden Verkehrsanforderungen nicht genügen kann. 1909 wurde deshalb die Anderson Bridge für den allgemeinen Verkehr eingeweiht, danach war die Cavenagh Bridge für alle Fahrzeuge über 3 cwt (d. h. 150 kg) sowie Rinder und Pferde geschlossen. Heute ist sie nur für Fußgänger zugelassen. Die Cavenagh Bridge wurde seit dem 3. November 2008 sogar als nationales Denkmal erhalten.
Die Abmessungen sind:
- Hauptspannweite 60,96 m
- Gesamtlänge 79,25 m
- Decksbreite 9,45 m